# Dragomanno

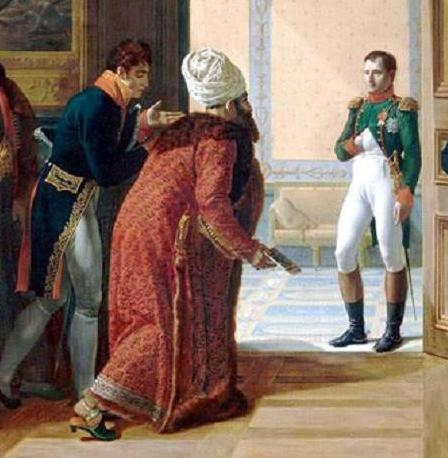
Pierre Amédée Jaubert (a sinistra) fu "l'aiutante orientalista preferito e dragomanno" di Napoleone Bonaparte. Accompagnò inoltre l'inviato persiano Mirza Mohammed Reza Qazvini al Palazzo Finckenstein per incontrare Napoleone nell'aprile 1807 per la sottoscrizione del trattato di alleanza anti-russo tra lo scià Fath Ali Shah e l'impero francese. Dettaglio da un dipinto di François Mulard.

Il dragomanno o anche turcimanno (dal basso greco δραγουμάνος, dragūmános, derivato dall'arabo tarǧumān, "interprete", e dall'aramaico targ'amàn, tutti termini derivati dall'accadico-babilonese turgumannu) era originariamente una figura amministrativa degli antichi Stati crociati fondati in Palestina. Il termine è passato poi a definire genericamente un interprete orientale presso le ambasciate europee.

## Storia
Il dragomanno era in particolare il funzionario addetto alle relazioni tra il signore franco da un lato e i musulmani e le altre popolazioni indigene che si trovavano sotto la sua giurisdizione. Pertanto era fondamentale per un incarico di questo tipo una approfondita conoscenza dei costumi e della lingua locali: non a caso infatti spesso un dragomanno aveva madre indigena, a testimonianza dei frequenti matrimoni misti in Terra santa, un'usanza questa che si diffuse particolarmente presso i crociati non nobili. In seguito il termine venne utilizzato con un'accezione più generica, indicando semplicemente un interprete conoscitore dell'arabo e delle lingue vicino-orientali (arabo, turco e persiano).
I dragomanni erano impiegati nelle ambasciate e nei consolati, al seguito di missioni politiche e commerciali, negli uffici portuali e nelle dogane, nelle corti europee e presso i sovrani orientali.
Il termine turcimanno è un sinonimo che ne condivide l'etimologia; è adoperato anche in tono scherzoso. Alessandro Manzoni lo usa ne I promessi sposi (cap. XXVII): "tanto Agnese quanto il suo turcimanno furono ben lontani di ricavare un costrutto chiaro e intero".

### Dragomanni nell'Impero ottomano
Nei documenti ottomani, il primo dragomanno imperiale registrato fu Lutfi Pascià che fu inviato a Venezia nel 1479 per consegnare un trattato.
La posizione assunse particolare rilievo nell'Impero ottomano, dove si ritiene che la richiesta della mediazione fornita dai dragomanni sia stata creata dalla resistenza da parte degli ottomani musulmani per imparare le lingue delle nazioni non musulmane. L'ufficio incorporava doveri diplomatici e linguistici, vale a dire, nei rapporti della Porta con i paesi cristiani, e alcuni dragomanni vennero così a svolgere ruoli cruciali nella politica ottomana. La professione tendeva ad essere dominata dai greci fanarioti, tra i quali il primo Dragomanno ottomano della Sublime Porta, Panagiotis Nikousios, l'interprete ufficiale per il Divan (Consiglio imperiale) del Sultano, e il suo successore Alexander Mavrocordatos. Tale dominio, tuttavia, cambiò nel 1821 con l'inizio della Guerra d'indipendenza greca. Nel 1821 il capo dragomanno Costantino Mourouzis fu giustiziato per sospetta slealtà, e il suo successore, Stavraki Aristarchi, fu licenziato ed esiliato nel 1822. Con l'accumulo di corrispondenza senza risposta, il capo istruttore navale, un certo Ishak Efendi, ne assunse posizione e divenne un pioniere nella traduzione della letteratura scientifica occidentale in turco, compito per il quale dovette creare un vocabolario completamente nuovo. Dopo Ishak, il Gran dragomanno e il suo staff furono musulmani, e l'Ufficio di traduzione (Tercüme Odası, "Sala di traduzione", in turco), con la propria familiarità con le questioni europee, divenne una nuova importante carriera per l'influenza e il potere nell'era Tanzimat; questa conoscenza sostituì in gran parte le vecchie carriere dell'esercito, della burocrazia e dell'establishment religioso a metà e fine del XIX secolo.
I dragomanni erano esenti da tassazione. Poiché molti di loro furono ebrei, in virtù della loro conoscenza delle lingue straniere, i responsabili ebraici halakhah affrontarono la questione se questi dragomanni fossero o meno esenti anche dalle tasse interne della comunità ebraica.
Divenne consuetudine che la maggior parte degli ospodari del governo fanariota (all'incirca nel periodo 1711-1821) sui Principati danubiani (Moldavia e Valacchia) di occupare questo ufficio ottomano, un fatto che non impedì a molti di loro di unirsi alle cospirazioni che miravano a rovesciare i turchi per governare il territorio.

### Dragomanni occidentali
I dragomanni furono determinanti nel diffondere una vasta curiosità sulla cultura islamica in tutte le parti latine d'Europa durante il XVII e il XVIII secolo. I dragomanni avevano una formazione linguistica accademica in persiano, arabo e turco in quanto erano traduttori, interpreti, autori ed erano molto aperti alle complessità materiali e alla moda della cultura ottomana.
La prima traduzione francese del Corano fu fatta da André du Ryer, nel 1647. Egli proveniva del consolato francese in Egitto. Un altro, Cosimo de Carbognano, dell'ambasciata di Napoli, pubblicò in latino: i principi della grammatica turca ad uso dei missionari apostolici a Costantinopoli (Roma 1794).
Essendo un gruppo altamente qualificato di professionisti diplomatici, erano impiegati dalle ambasciate, consolati e viaggiavano nei circoli diplomatici.
Vi fu un enorme successo dalla traduzione pubblicata di Le Mille e una notte, di Antoine Galland (1646-1715). Fu assegnato all'ambasciata di Charles Marie François Olier, marchese de Nointel, parigino, consigliere del Parlamento di Parigi e ambasciatore francese alla corte ottomana, dal 1670 al 1679.
Un altro diplomatico che creò un grande interesse europeo per la storia dell'Islam, con la sua pubblicazione Geschichte des osmanischen Reiches fu Joseph von Hammer-Purgstall d'Austria, uno studente dell'Accademia diplomatica di Vienna (l'accademia fu inizialmente fondata dall'imperatrice Maria Teresa nel 1754 come "Accademia Orientale" per formare i giovani diplomatici a rappresentare l'Impero asburgico all'estero).